# Auti (film)
Auti (eng. Cars) je američki računalno-animirani film studija Pixar iz  2006. godine. Redatelji filma su John Lasseter i Joe Ranft. To je sedmi po redu Pixarov dugometražni animirani film. Radnja filma je usredotočena na skupinu automobila koji imaju ljudske osobine. Glasove su posudili Owen Wilson, Paul Newman, Bonnie Hunt, Cheech Marin, Jenifer Lewis, Tony Shalhoub, John Ratzenberger, George Carlin, Daniel Lawrence Whitney, Michael Keaton, Michael Schumacher... U filmu se ne pojavljuje ni jedan ljudski lik. Takve značajke još je imao i Život buba.
Premijera filma Auti bila je 26. svibnja 2006. godine. Film je nominiran za dva Oscara, uključujući i nominaciju za najbolji animirani film. Od nagrada izdvaja se Zlatni globus u kategoriji za najbolji animirani film.
Postoje dva nastavka filma, Auti 2 (2011.) i Auti 3 (2017.).

## Unutarnje poveznice
- Pixar Animation Studios

## Filmska glazba
Za filmsku glazbu (eng. Score) odgovoran je Randy Newman. 
1. Real Gone – Sheryl Crow
2. Route 66 – Chuck Berry
3. Life Is a Highway – Rascal Flatts
4. Behind the Clouds – Brad Paisley
5. Our Town – James Taylor
6. Sh-Boom – The Chords
7. Route 66 – John Mayer
8. Find Yourself – Brad Paisley
9. Opening Race – Score
10. McQueen’s Lost – Score
11. My Heart Would Know – Hank Williams
12. Bessie – Score
13. Dirt Is Different – Score
14. New Road – Score
15. Tractor Tipping – Score
16. McQueen and Sally – Score
17. Goodbye – Score
18. Pre-Race Pageantry – Score
19. The Piston Cup – Score
20. The Big Race – Score

## Vanjske poveznice

### Sestrinski projekti
|  | Zajednički poslužitelj ima još gradiva o temi Auti |

### Mrežna mjesta
- (engl.) Auti - Disney službene stranice
- (engl.) Auti - Pixar službene stranice
- (engl.) Auti u internetskoj bazi filmova IMDb-a
- (engl.) Auti na Box Office Mojo
- (engl.) Auti na Rotten Tomatoes